# Várzea do Poço
Várzea do Poço là một đô thị thuộc bang Bahia, Brasil. Đô thị này có diện tích 220,414 km², dân số năm 2007 là 6637 người, mật độ 30,1 người/km².